# ディーン・マム
ディーン・マム（Dean Mumm、1984年3月5日 - ）は、オーストラリアの元ラグビーユニオン選手。

## プロフィール
- ニュージーランド・オークランド出身。
- ポジションはロック(LO)、フランカー(FL)。
- 身長 196cm、体重 109kg
- オーストラリア代表通算キャップ数は57。
- ラグビーワールドカップ2015のオーストラリア代表に選ばれた[1]。
- バーバリアンズに選ばれたことがある[2]。

## 略歴
シドニーフリート、ワラターズ、エクセター・チーフスを経て、2015年、ワラターズに復帰。
2017年、現役を引退した。